# 야마토촌 (후쿠시마현)
야마토촌(山都村)은 후쿠시마현 야마군에 있던 촌이다.2006년까지 존재했던 야마토정은 1950년 신설 합병으로 탄생한 정으로, 본촌과는 별개의 자치단체이다.

## 역사
- 1889년 4월 1일 - 정촌제 시행에 의해 야마토촌 단독으로 자치체를 형성하였다.
- 1950년 4월 1일 - 오가와촌, 고하타촌과 합병해 야마토정이 성립하여, 동일 야마토촌이 폐지되었다.

## 교통

### 철도
- 일본국유철도
  - 반에쓰사이선

## 참고문헌
- 角川日本地名大辞典 7 福島県